# ジョヴァンニ・ピッキ

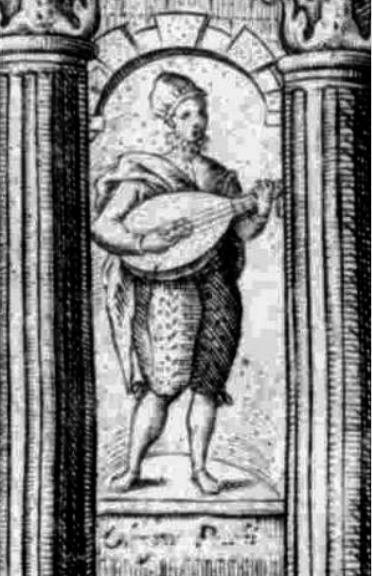
ジョヴァンニ・ピッキ

ジョヴァンニ・ピッキ（Giovanni Picchi、1571年/1572年 - 1643年5月17日）は、バロック初期に活躍したイタリアの作曲家兼オルガン、鍵盤楽器、リュート奏者。ヴェネツィア楽派の後継者にあたり、当時ちょうど登場しつつあったソナタやカンツォーナなどの器楽曲の様式の発達と多様化に影響を与えた。また同時代のヴェネツィアの作曲家の中で、唯一チェンバロのための舞曲が残されている。

## 生涯
ピッキの生涯の前半はほとんど知られていない。生年は1643年5月17日の死亡記録に71歳であったとあるところから逆算して1571年か72年と考えられる。彼について触れている最初の文献史料は、珍しいことに絵画であり、ファブリティオ・カローゾの1600年出版の舞踏教本（「貴婦人の優雅さ」Nobilità di dame）の表紙に、リュート奏者として登場している。1607年2月以前のどこかの時点で、ヴェネツィアのフラーリ教会にオルガン奏者として雇われ、1623年以降没年まで、ヴェネツィアでもっとも特権的であり裕福であった信者会、サンロッコ信者会（スクォーラ・グランデ・ディ・サンロッコ）の教会でもオルガン奏者を務めた。1624年、サン・マルコ寺院の次席オルガン奏者に応募したが、実際に選ばれたのはジョヴァンニ・ピエトロ・ベルティ（Giovanni Pietro Berti）であった。
ピッキはクラウディオ・モンテヴェルディより4年遅れで生れ、6ヶ月前に没しており、ほぼ同時代に活躍したといえる。

## 作品と影響
ピッキの作品のうち、今日に伝わるものは主に器楽曲である。チェンバロ用のトッカータがフィッツウィリアム・ヴァージナル・ブックに一曲含まれている（この曲集にはイタリアの作品はごくわずかしか含まれておらず、収録された経緯は不明）。またトリノのある写本に3曲のパッサメッツォが残される他、1619年に、チェンバロ用の舞曲集「チェンバロ用舞曲のタブラチュア譜」（Intavolatura di balli d'arpicordo）を出版し、また1625年に19曲のカンツォーナを載せた「器楽のためのカンツォーナ集」（Canzoni da sonar）を出版している。
彼のチェンバロ用舞曲は3種に分類できる。すなわち、3拍子の舞曲、3拍子の舞曲とサルタレッロを組み合わせたもの、そしてバッソ・オスティナートを用いたものである。バッソ・オスティナートを用いる作品の大半はパッサメッツォである。
カンツォーナにおいては、いくつかの重要な器楽曲形式の分化・発達に貢献しており、その中には後のコンチェルト形式の楚となるようなものもみえる。特に、ピッキはコンチェルティーノ、リトルネッロ、カデンツァをはっきりと使い分け、ジョヴァンニ・ガブリエーリの世代に形成された様式を発展させていった。コンチェルティーノ（独奏楽器群）部分は彼の書いたものの中でも特に独創的であり、 アルカンジェロ・コレッリなどの中期バロックの作曲家たちの作品を先取りするものと言えよう。また変奏形式やエコー効果も既に用いているし、譜面上に ヴァイオリン、ファゴット、リコーダーやトロンボーンなどの楽器指定も行っている。
ピッキは「カンツォーナ」と「ソナタ」を同義に用いているようで、総譜に「カンツォーナ」と記してある作品も、パート譜には「ソナタ」と書かれている場合がある。17世紀初頭段階では、これらの形式の分化は始まっていたばかりだったと言えるだろう。